# 洪及鄙
洪及鄙（1941年2月—），男，福建厦门人。清华大学毕业。曾任攀枝花新钢钒股份有限公司董事长、总经理。2006年卸任。2004年获得“四川省杰出贡献企业家”称号。